# HMS Trafalgar (1820)
La HMS Trafalgar era un vascello di prima classe a tre ponti da 106 cannoni della Royal Navy, costruito negli anni dieci del XIX secolo, e rimasta in servizio come nave deposito fino al 1906.

## Storia

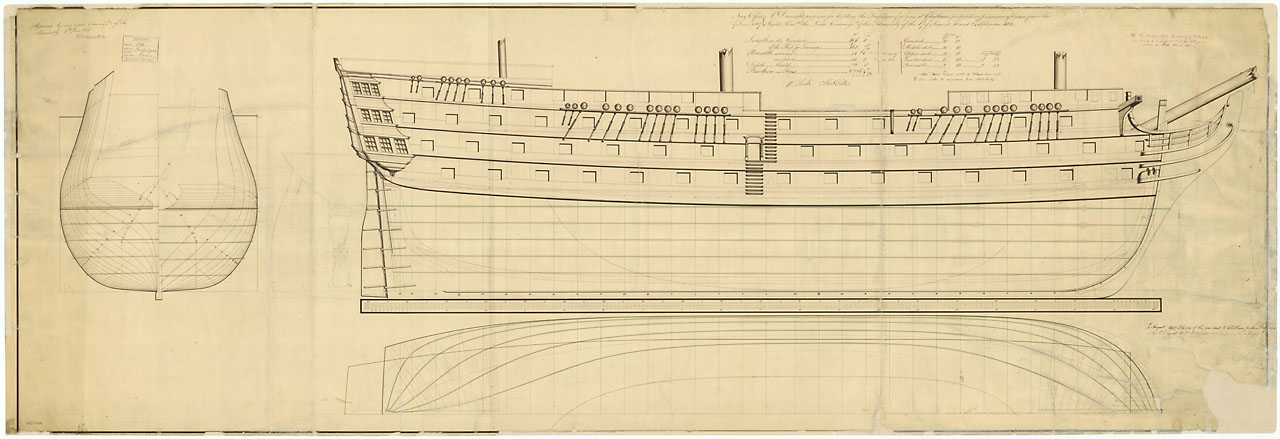
Piani costruttivi del vascello Trafalgar.

La costruzione del vascello di primo rango Trafalgar da 106 cannoni, fu ordinata  il 15 gennaio 1806 presso i Plymouth Dockyard, ma l'ordine non ebbe seguito immediato. Il disegno della nave fu rivisto dai Surveyor of the Navy, incluso William Rule, che basandosi su quello dello Impregnable approvarono la costruzione della nave il 12 giugno 1807, riducendo il numero dei cannoni a 98. Il Trafalgar fu impostato presso i Chatham Dockyard nel maggio 1813, con disegno leggermente modificato per aumentarne la stabilità.  La nave venne varata il 26 luglio 1820, ed entrò in servizio il 7 settembre dello stesso anno.  Il costo totale era stato di 85.072 sterline. Il 22 febbraio 1825 fu rinominato Camperdown, venendo posto fuori servizio a Sheerness nel gennaio 1840. Il 10 dicembre 1841, al comando del capitano Francis Brace, divenne nave di bandiera del viceammiraglio Edward Brace. Posta in disarmo a Portsmouth il 20 giugno 1844,  divenne nave guardiaporto e caserma nel 1853, terminando i lavori di conversione il 20 giugno 1854. Convertita in deposito di carbone tra il 20 marzo e il 20 giugno 1857, fu ribattezzato Pitt il 29 ottobre 1882. Venduto per demolizione a Castle, venne smantellato a Charlton il 15 maggio 1906.

### Fonti
1. ↑  Lavery 2003, p. 187.
2. ↑  Colledge, Warlow 2006, p. 358.
3. 1 2 3 4 5 6 7  Lyon, Winfield 2004, p. 91.
4. 1 2  Pdsavis.
5. ↑  Royal Museums Greenwich.